# Liubotín (Ucrania)
Liubotín (en ucraniano: Люботин, romanizado: Liubotýn; en ruso: Люботин, romanizado: Lyubotín) es una ciudad ucraniana perteneciente al óblast de Járkov. Situada en el noreste del país, es parte del raión de Járkov y centro del municipio (hromada) homónimo.

## Geografía
Liubotín se encuentra a orillas del río Liubotinka, 24 km al oeste de Járkov.  

### Clima
El clima es continental templado, con una temperatura media en enero de -7,2 °C y en julio de 20,7 °C. La precipitación media anual es de 522 mm.

## Historia
Los asentamientos en el territorio de la ciudad se conocen desde la antigüedad. En 2017 se excavó aquí uno de los túmulos más antiguos de la cuenca del río Donets. Cerca de la ciudad se encuentra el asentamiento Liubotín del período escita.
La población fue fundada por cosacos en 1650 por cosacos ucranianos de la Ucrania de la margen derecha. En 1871, comenzó la construcción del ferrocarril y la estación como parte del ferrocarril Járkov-Mykoláiv, así como la creación de un cruce ferroviario en cuatro direcciones sobre la base de la estación (con direcciones Járkov, Poltava, Vorozhbá, Merefa). 
En diciembre de 1905, durante la revolución rusa de ese año, se proclamó una república obrera independiente en Liubotín, aplastada al cabo de tres días por las fuerzas imperiales. 
Después de la Revolución de Febrero y la proclamación de la República Rusa el 1 de septiembre de 1917, pasó a formar parte de la misma. Durante la guerra civil rusa, el poder soviético se estableció en Liubotín a finales de diciembre de 1917, pero más tarde cambió varias veces: el 7 de abril de 1918 fue ocupada por las tropas del Imperio alemán; en la segunda quincena de junio de 1919, por tropas del Ejército Blanco y en diciembre de 1919, el poder soviético fue restablecido definitivamente. 
Hasta 1922, el pueblo fue el centro de un volóst; posteriormente, Liubotín fue centro del raión homónimo (1923-1930) hasta que fue liquidado como parte de una reforma administrativa. Liubotín recibió el estatus de ciudad en 1938.
El lugar fue ocupado por tropas de la Wehrmacht dos veces durante la Segunda Guerra Mundial, del 20 de octubre de 1941 al 22 de febrero de 1943 y del 9 de marzo de 1943 al 29 de agosto de 1943.
En 1974, la base de la economía de la ciudad eran las empresas que prestaban servicios de transporte ferroviario, una fábrica de ladrillos, una fábrica de algodón, una destilería, una panadería y la granja estatal Liubotinski, que producía frutas y bayas. El lugar recibió el estatus de ciudad de importancia regional en 1993.
Hasta el 18 de julio de 2020, Liubotín fue una ciudad de importancia regional y centro del municipio de Liubotín. El municipio se modificó en julio de 2020 como parte de la reforma administrativa de Ucrania, que redujo el número de rayones del óblast de Járkov a siete. El área de Liubotín fue transferido al raión de Járkov.
Durante la invasión rusa de Ucrania, el ejército ruso disparó cohetes hacia Liubotín el 19 de junio de 2022, con daños en el Instituto técnico de transporte ferroviario y en varias casas particulares.

## Demografía
La evolución de la población de Liubotín entre 1864 y 2022 fue la siguiente:
| 2711                                                          | 5611 | 4749 | 7671 | 26 335 | 31 540 | 33 324 | 32 780 | 29 395 | 24 173 | 21 909 | 20 887 | 20 001 |
| (Fuente: Cities & Towns of Ukraine y UKRAINE: Größere Städte) |      |      |      |        |        |        |        |        |        |        |        |        |

Según el censo de 2001, la lengua materna de la mayoría de los habitantes, el 85,29%, es el ucraniano; y del 13,32% es el ruso.

## Economía
Liubotín es un gran cruce ferroviario y tiene un depósito de unidades múltiples, una estación de reparación de automóviles Liubotín y una escuela técnica ferroviaria. También cuenta con una panadería y una destilería.

## Infraestructura

### Arquitectura, monumentos y lugares de interés
La plaza central de Liubotín es la plaza Soborna, junto al cual se encuentra el antiguo parque principesco de principios del siglo XIX de estilo inglés. El orgullo de la ciudad es el puente peatonal cubierto ferroviario más largo de Europa, con una longitud total de 260 metros.

### Transporte
En el norte de la ciudad pasa la carretera nacional M 03, un tramo de la ruta europea E40. Liubotín tiene una estación de tren conectada con la línea ferroviaria Odesa-Járkov.

## Personas notables
- Dmitri Mirski (1890-1939): escritor, historiador, historiador de la literatura, crítico literario y ensayista ruso, conocido por el psudónimo D. S. Mirsky.
- Román Kost (1984): escultor ucraniano, maestro de la forja artística.

## Galería

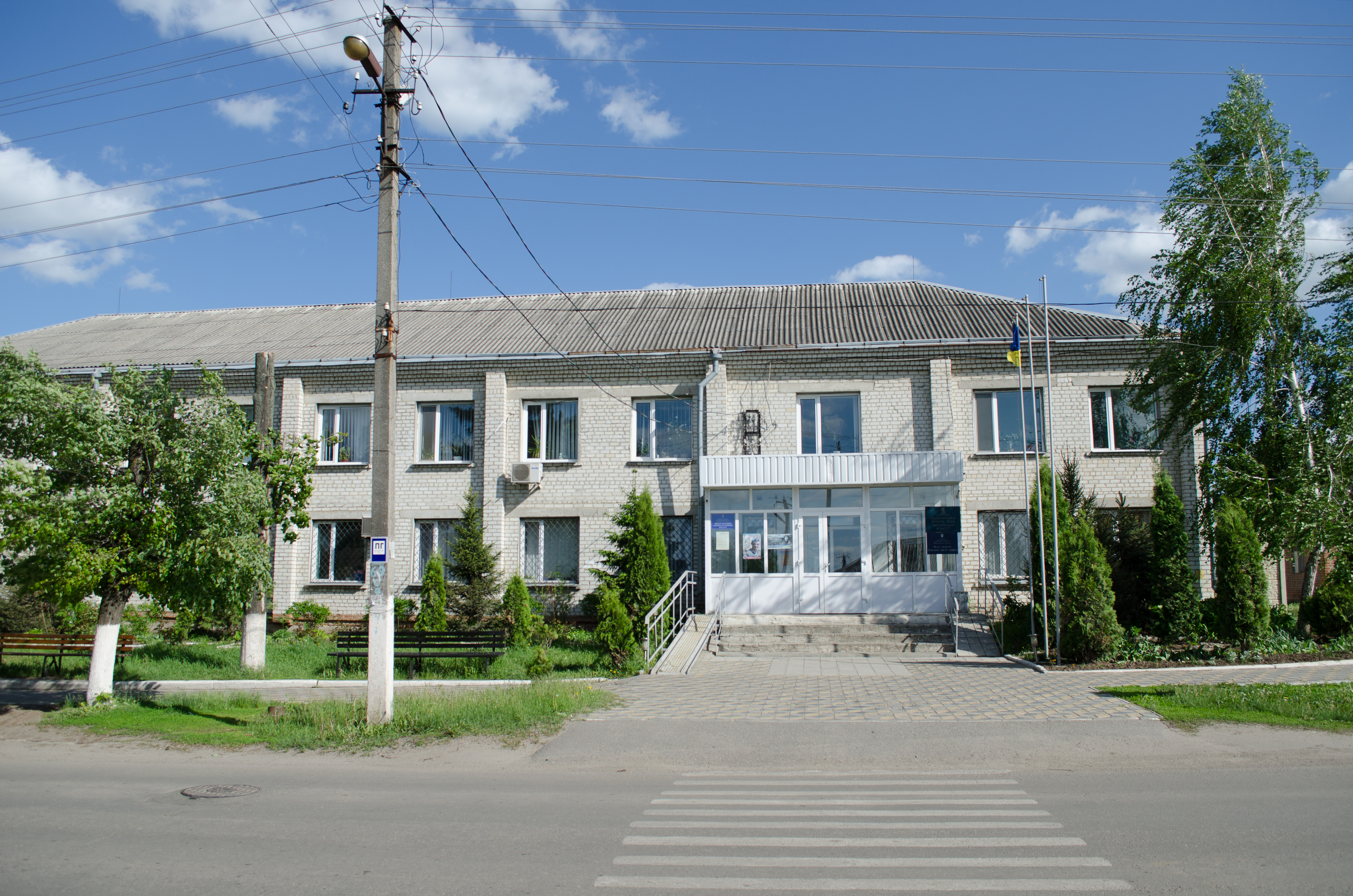
Ayuntamiento de Liubotín
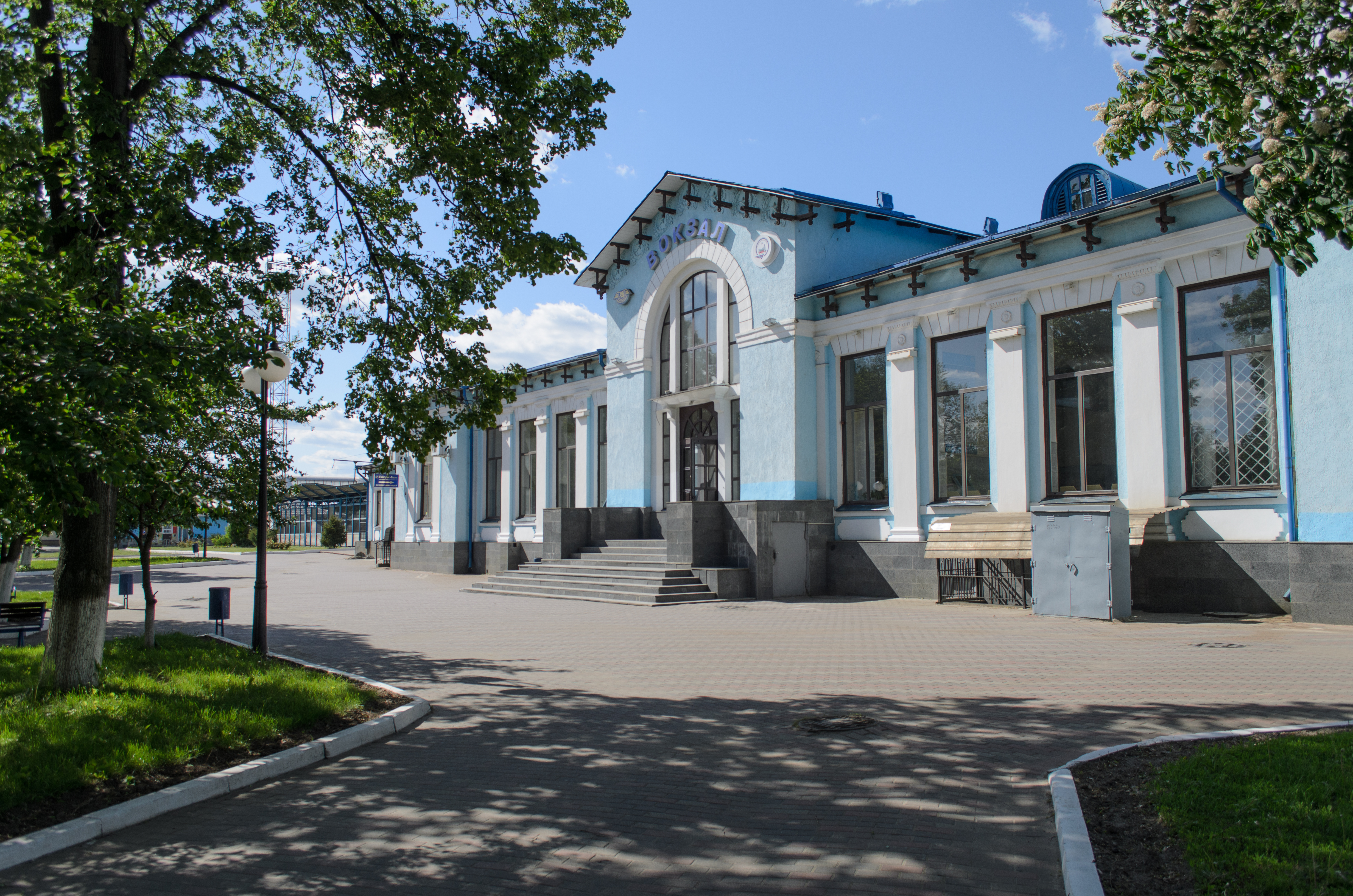
Estación de trenes de Liubotín
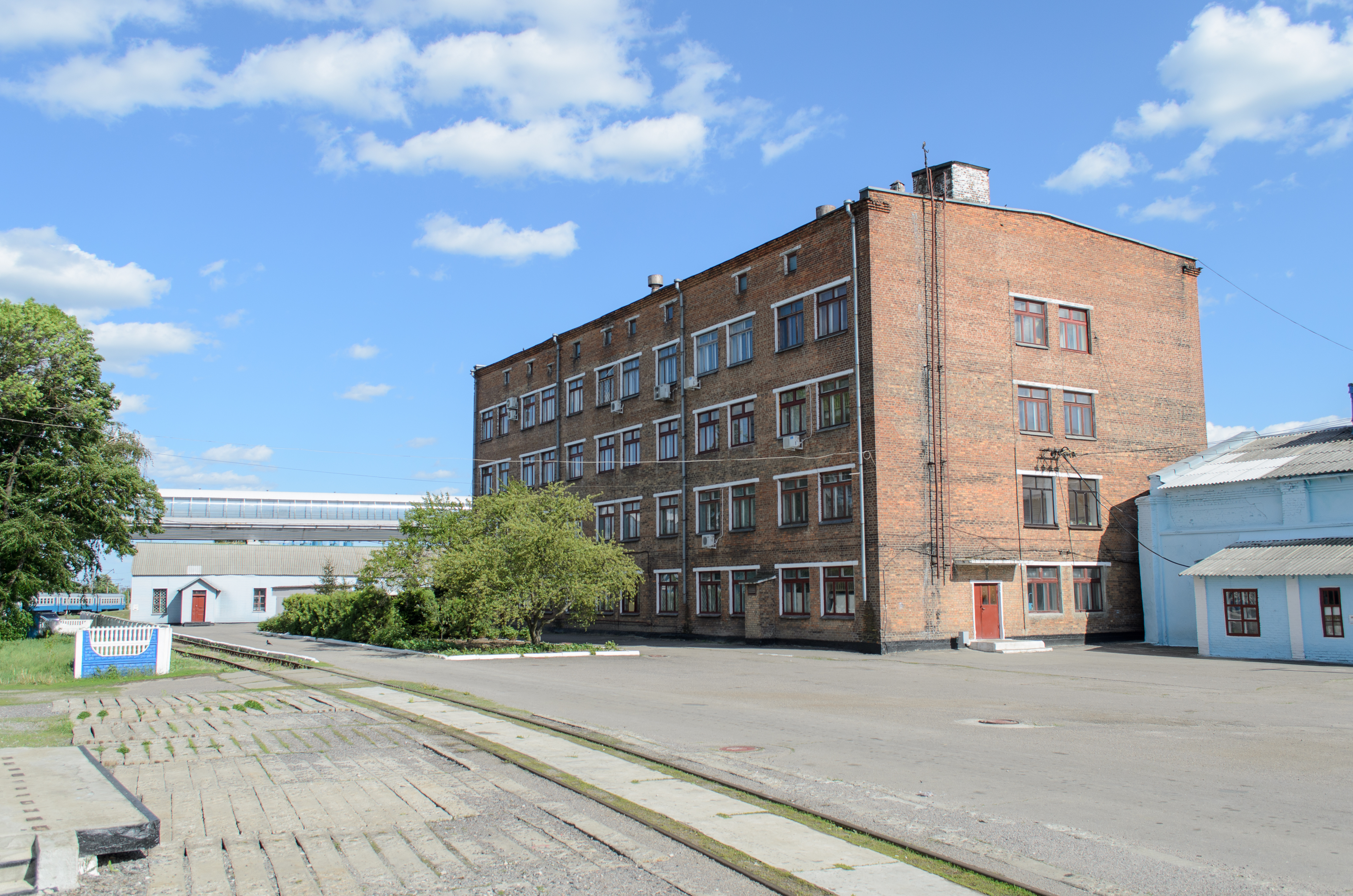
Depósito ferroviario
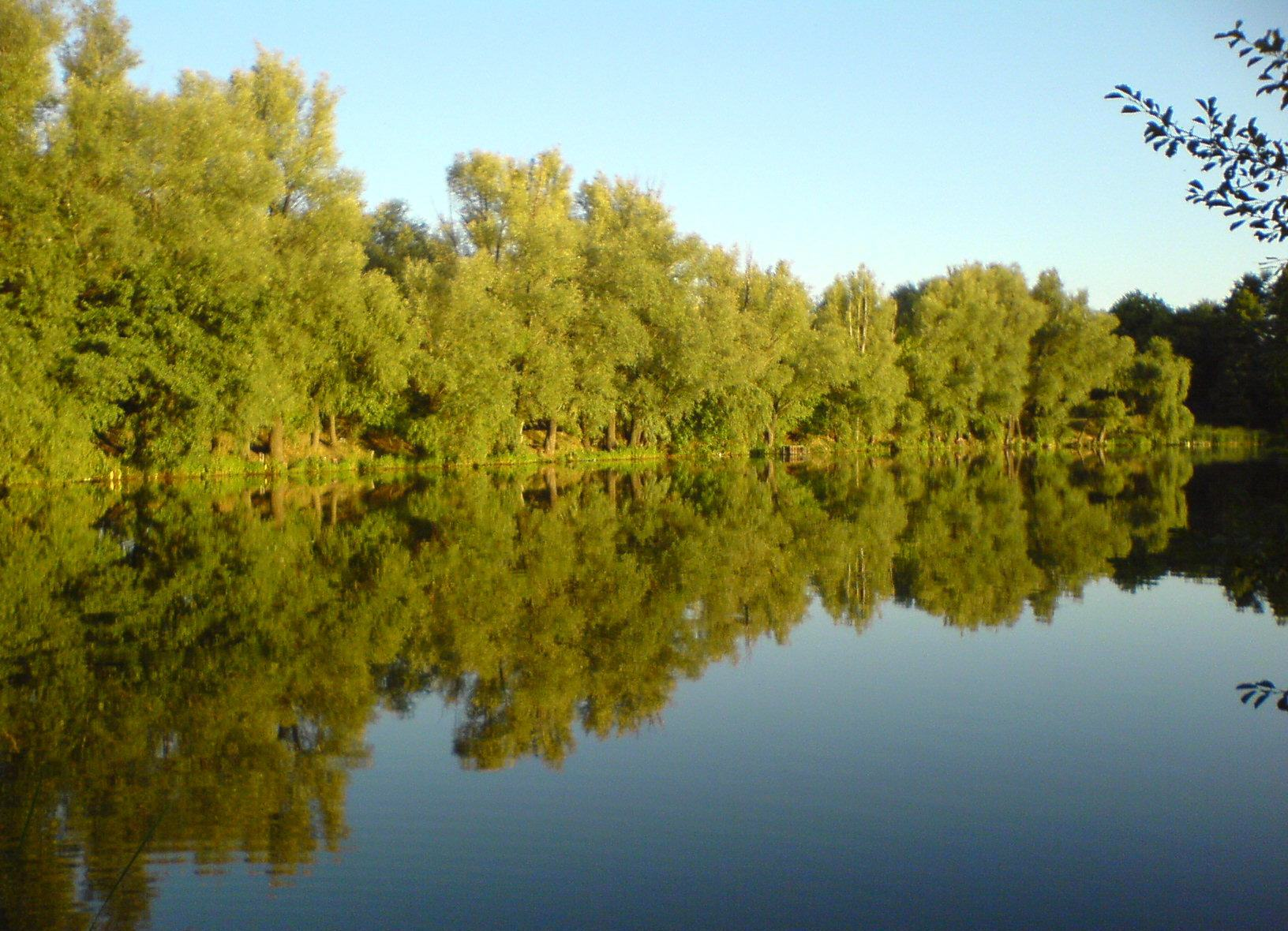
Estanque de Liubotín